# Пуститися берега (сезон 3)
Прем'єра третього сезону американської телевізійної драми «Пуститися берега» відбулася 21 березня 2010 року. Показ нових епізодів тривав до 13 червня 2010 року. Він складався з 13 епізодів, кожен тривалістю по 47 хвилин. Нові епізоди показувалися щонеділі о 10 вечора на кабельному телеканалі AMC в США. Повний третій сезон вийшов на DVD для Регіону 1 і на Blu-ray для Регіону А 7 червня 2011 року.
В 3 сезоні з'явились такі актори, як Боб Оденкірк, Джанкарло Еспозіто і Джонатан Бенкс, які відповідно грають Сола Ґудмана, Ґуса Фрінга і Майка Ермантрауда. У 3 сезоні вони увійшли до основного акторського складу, на відміну від попереднього сезону, де вони були як запрошені зірки.

## Команда

### Основний склад
- Браян Кренстон — Волтер Вайт
- Анна Ганн — Скайлер Вайт (12 епізодів)
- Аарон Пол — Джессі Пінкман
- Дін Норріс — Хенк Шрейдер (11 епізодів)
- Бетсі Брандт — Марі Шрейдер (10 епізодів)
- ЕрДжей Мітт — Волтер Вайт молодший (11 епізодів)
- Боб Оденкірк — Сол Ґудман (10 епізодів)
- Джанкарло Еспозіто — Ґуставо «Ґус» Фрінг (11 епізодів)
- Джонатан Бенкс — Майк Ермантрауд (6 епізодів)

### Другорядний склад
- Стівен Майкл Квезада — Гомез
- Марк Марголіс — Гектор Саламанка
- Чарльз Бейкер[en] — Скінні Піт
- Метт Джонс[en] — Борсук
- Джон де Лансі — Дональд Марголіс
- Крістен Ріттер — Джейн Марголіс
- Ларрі Генкін — старий Джо
- Денні Трехо — Тортуга

## Епізоди
| №  | Назва                                   | Режисер         | Сценарій                         | Дата прем'єри   | К-сть глядачів в США (млн) |
| -- | --------------------------------------- | --------------- | -------------------------------- | --------------- | -------------------------- |
| 1  | «No Mas» «Досить!»                      | Браян Кренстон  | Вінс Ґілліган                    | 21 березня 2010 | 1.95                       |
| 2  | «Caballo sin Nombre» «Безіменний Кінь»  | Адам Бернштейн  | Пітер Ґулд                       | 28 березня 2010 | 1.55                       |
| 3  | «I.F.T.» «Я.П.Т. (Я переспала з Тедом)» | Мішель Макларен | Джордж Мастрас                   | 4 квітня 2010   | 1.33                       |
| 4  | «Green Light» «Зелене Світло»           | Скотт Уінант    | Сем Кетлін                       | 11 квітня 2010  | 1.46                       |
| 5  | «Mas» «Ще»                              | Юхан Ренк       | Мойра Уоллі-Бекетт               | 18 квітня 2010  | 1.61                       |
| 6  | «Sunset» «Захід»                        | Джон Шибан      | Джон Шибан                       | 25 квітня 2010  | 1.64                       |
| 7  | «One Minute» «Одна хвилина»             | Мішель Макларен | Томас Шнауц                      | 2 травня 2010   | 1.52                       |
| 8  | «I See You» «Я бачу тебе»               | Колін Баксі     | Дженіфер Хатчісон                | 9 травня 2010   | 1.78                       |
| 9  | «Kafkaesque» «По-кафкіанськи»           | Майкл Словіс    | Пітер Ґулд та Джордж Мастрас     | 16 травня 2010  | 1.61                       |
| 10 | «Fly» «Муха»                            | Раян Джонсон    | Сем Кетлін та Мойра Уоллі-Бекетт | 23 травня 2010  | 1.20                       |
| 11 | «Abiquiu» «Ебік'ю»                      | Мішель Макларен | Джон Шибан та Томас Шнауц        | 30 травня 2010  | 1.32                       |
| 12 | «Half Measures» «Напівзаходи»           | Адам Бернштейн  | Сем Кетлін та Пітер Ґулд         | 6 червня 2010   | 1.19                       |
| 13 | «Full Measure» «Повна міра»             | Вінс Ґілліган   | Вінс Ґілліган                    | 13 червня 2010  | 1.56                       |